# Shipmates (film 1909)
Shipmates è un cortometraggio muto del 1909 diretto da H.O. Martinek qui al suo esordio nella regia.

## Produzione
Fu il sesto film prodotto dalla casa di produzione londinese British & Colonial Kinematograph Company.

## Distribuzione
Distribuito dalla Cosmopolitan Films, il cortometraggio, lungo 134 metri, uscì nelle sale cinematografiche britanniche nel settembre 1909.